# Kępa Kolczyńska
Kępa Kolczyńska – przysiółek wsi Ostrów w Polsce położony w województwie świętokrzyskim, w powiecie opatowskim, w gminie Tarłów.
Wierni kościoła rzymskokatolickiego należą do parafii św. Jana Chrzciciela w Pawłowicach.